# Dwór w Kunowie
Dwór w Kunowie – zabytkowy dwór wybudowany w XVII w., w miejscowości Kunów.

## Historia
Dwór pierwotnie renesansowy, wybudowany w XVI w. na planie prostokąta, kryty dachem dwuspadowym; przebudowany w 1824, XIX, XX w. Nad portalem wejściowym kartusz z herbem von Seidlitz, budowniczych dworu i właścicieli w XVI-XVIII w..
Zabytek jest częścią zespołu pałacowego, w skład którego wchodzą jeszcze: 
- pałac z XVII-XIX w.,
- park krajobrazowy[5],
- zabudowa folwarczna[1].

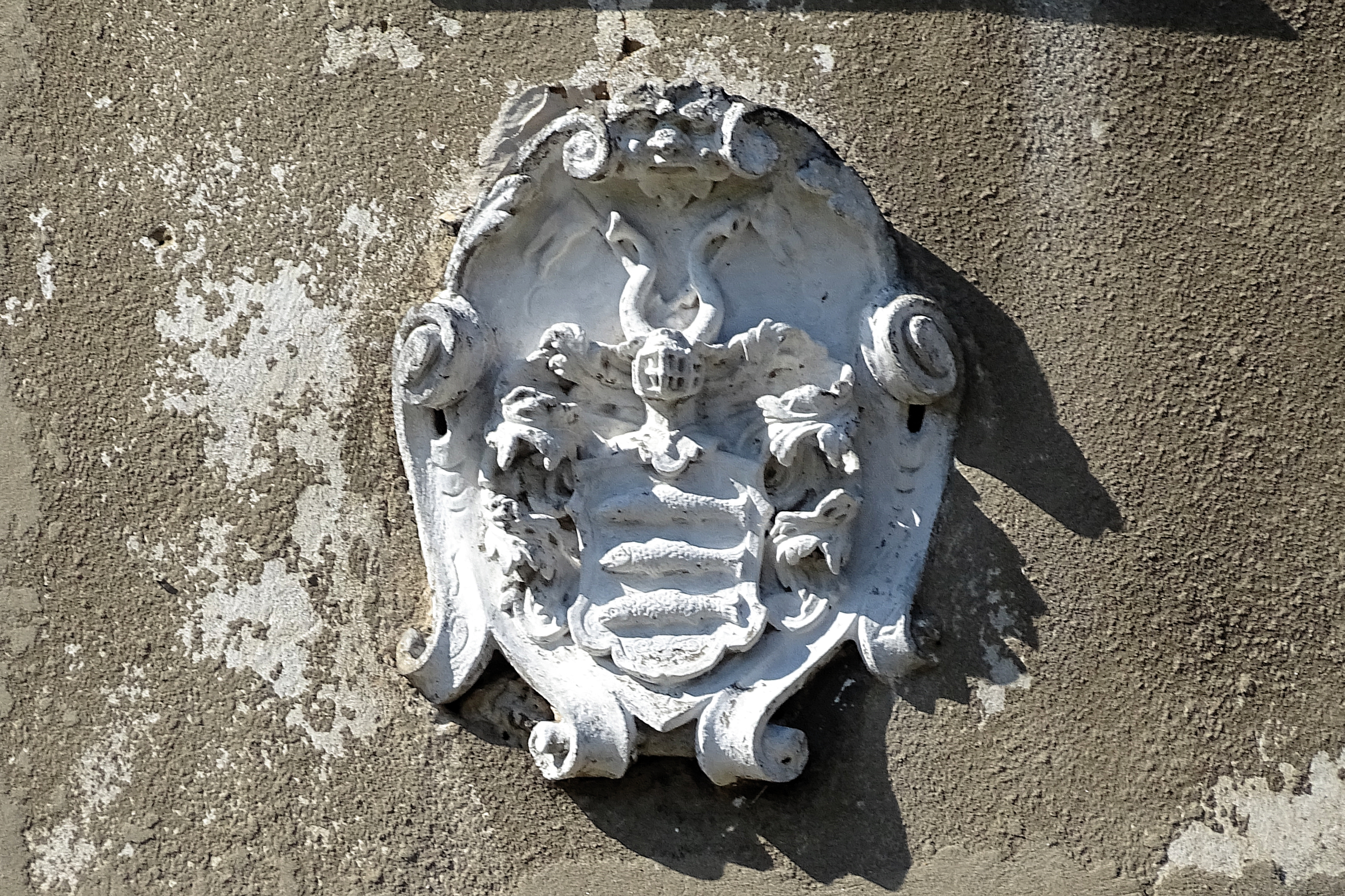
Herb von Seidlitz
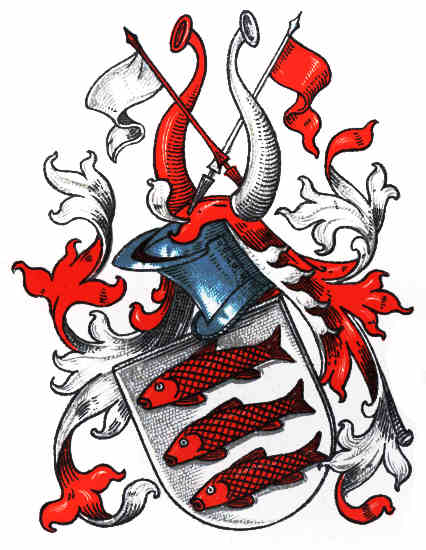
Herb von Seidlitz
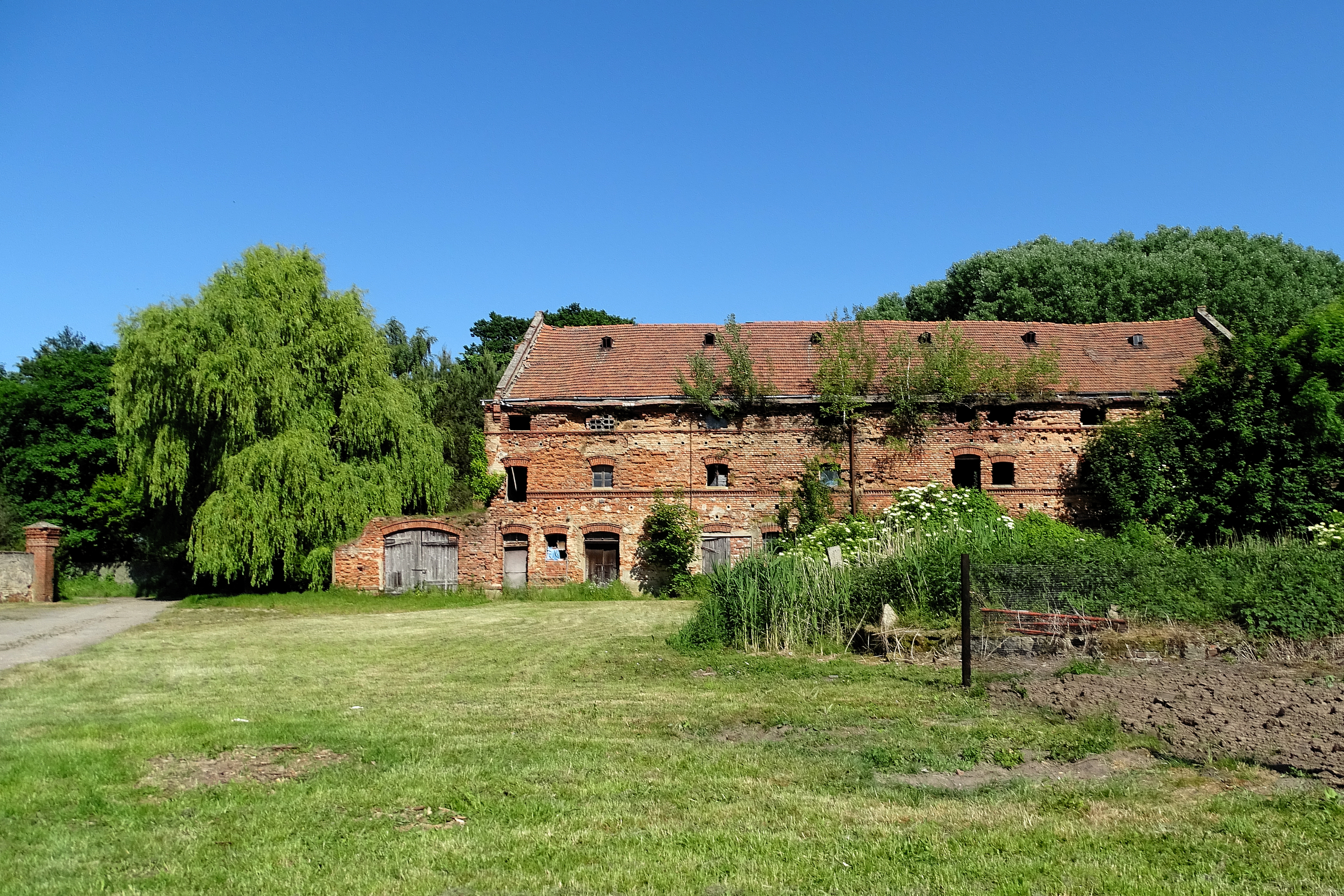
Budynek gospodarczy
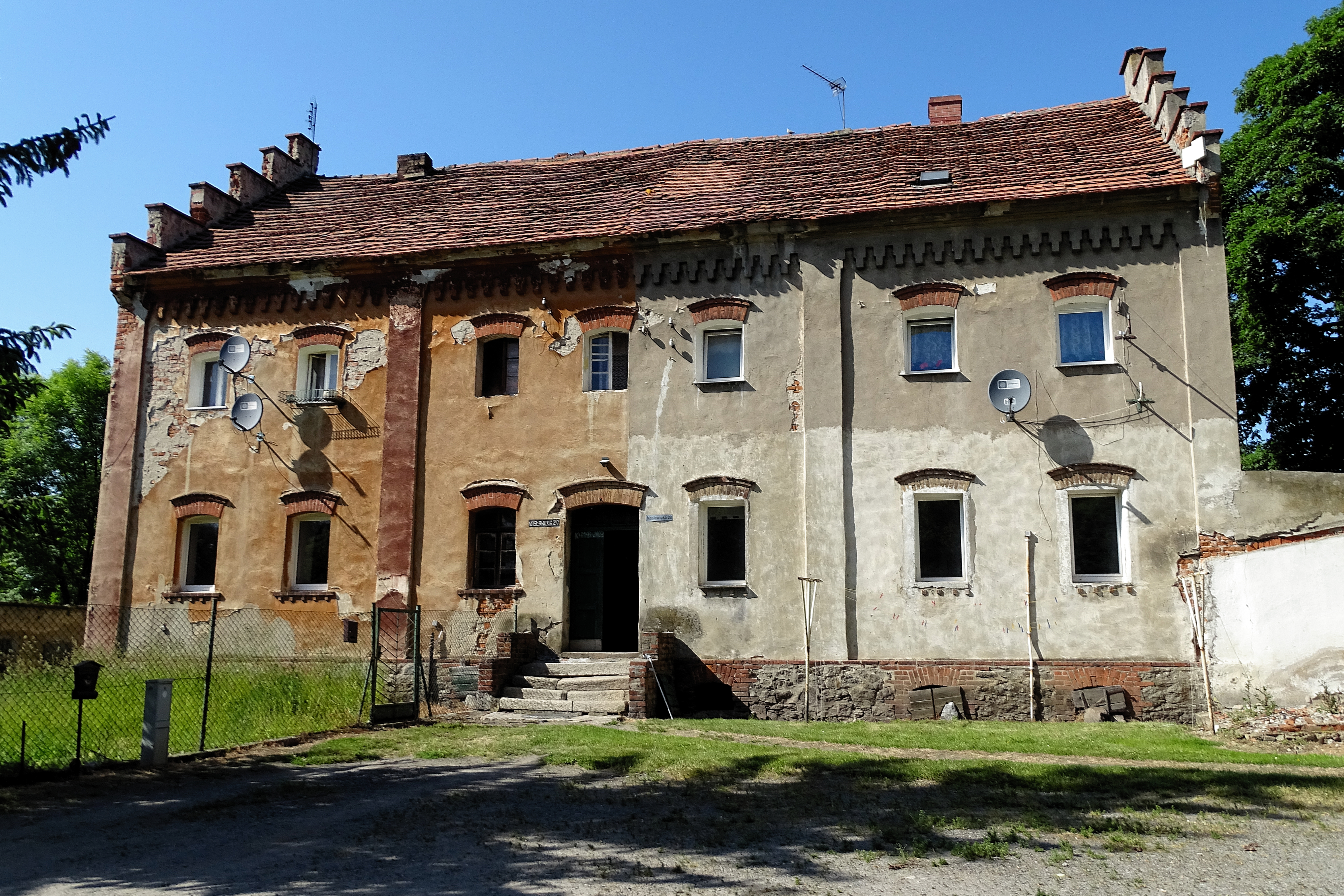
Budynek, Nasławicka 20